# Kofola
Kofola je sycený nealkoholický nápoj kolového typu, který vznikl v roce 1960 v komunistickém Československu jako alternativa k tehdy nedostupným západním nápojům Coca-Cola nebo Pepsi. Nápoj vyrábí česká společnost Kofola ČeskoSlovensko v Krnově. Kofola obsahuje 14 různých bylin a ovocných látek, okořeněná je lékořicí.

## Historie

### Počátky (1959–1989)
Kofola vznikla v rámci státní úlohy na využití přebytečného kofeinu při pražení kávy. Jiné zdroje uvádějí, že úkolem bylo primárně vyvinout vlastní alternativu populárního západního nápoje Coca-Cola (a přebytečný, resp. odpadní kofein, mj. z komínu pražírny kávy, byl používán kvůli jeho vysoké ceně na trhu). Sirup Kofo byl vyvinut ve Výzkumném ústavu léčivých rostlin v rámci n. p. Biogena, v Praze roku 1959. Zdeněk Blažek byl pověřen vyvinout nápoj kolového typu. Základ tohoto nápoje měl být postaven na tuzemských surovinách a složený z přírodních látek. Namíchal originální vícesložkový sirup, který se později stal základem pro nový nápoj. Sladkokyselý sirup se pod názvem Kofo vyráběl ve farmaceutickém podniku Galena, Opava-Komárov (dnes součást skupiny Teva Pharmaceutical Industries), kde jej s kolektivem technologicky do výroby převedl čerstvý absolvent farmacie Jaroslav Knap, s nímž se Blažek seznámil na 1. československém sjezdu lékárníků. Sirup Kofo se stal hlavní přísadou nealkoholického nápoje Kofola, představeného v roce 1960.

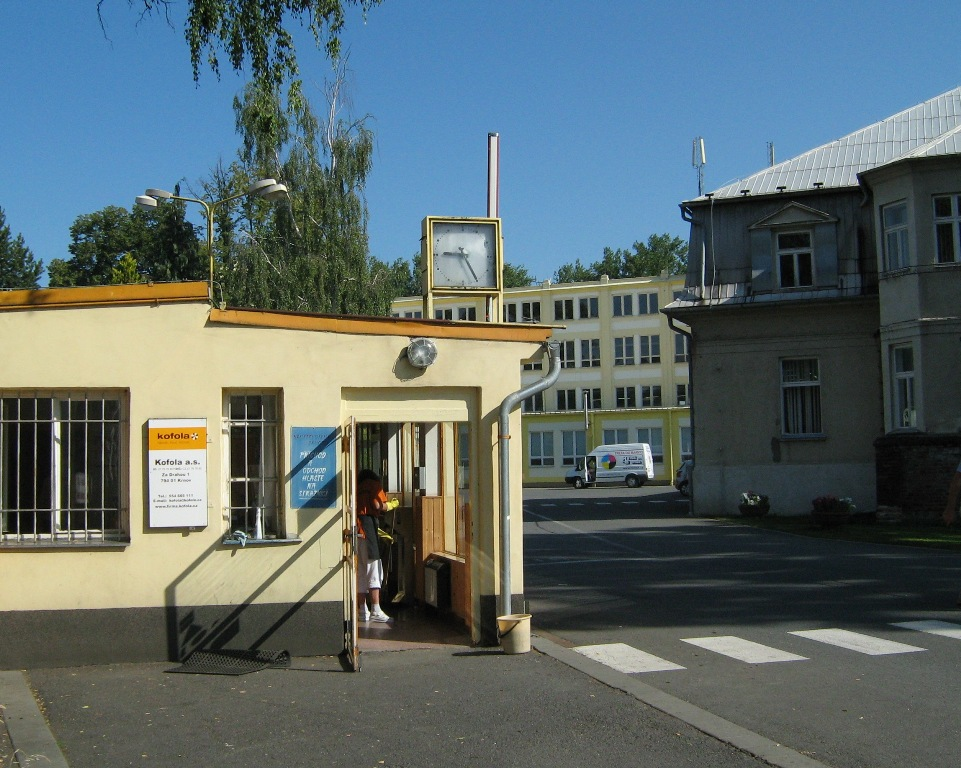
Vchod do krnovské továrny Kofola

Během 70. let se Kofola v komunistickém Československu stala velmi oblíbenou, protože nahradila běžně nedostupné západní kolové nápoje, jako je Coca-Cola nebo Pepsi.

### Privatizace a spory o značku (1989–2000)
Po sametové revoluci a pádu komunistického režimu v roce 1989 soupeřila Kofola se zahraničními značkami, které vstoupily na nově vzniklý atraktivní trh. Poté nastalo období úpadku a soudních sporů o ochrannou známku. Mnoho firem produkovalo své vlastní „kofoly“, ačkoli neměly s původní nic společného a jen použily zavedenou značku. Nakonec se stala jediným výrobcem a distributorem Kofoly v Česku a na Slovensku firma Santa nápoje, sídlící v Krnově, vlastněná řeckou rodinou Samarasových (Kostas Samaras, Jannis Samaras). Odkup receptury vyšel nové majitele na 215 milionů korun.

### Po roce 2000

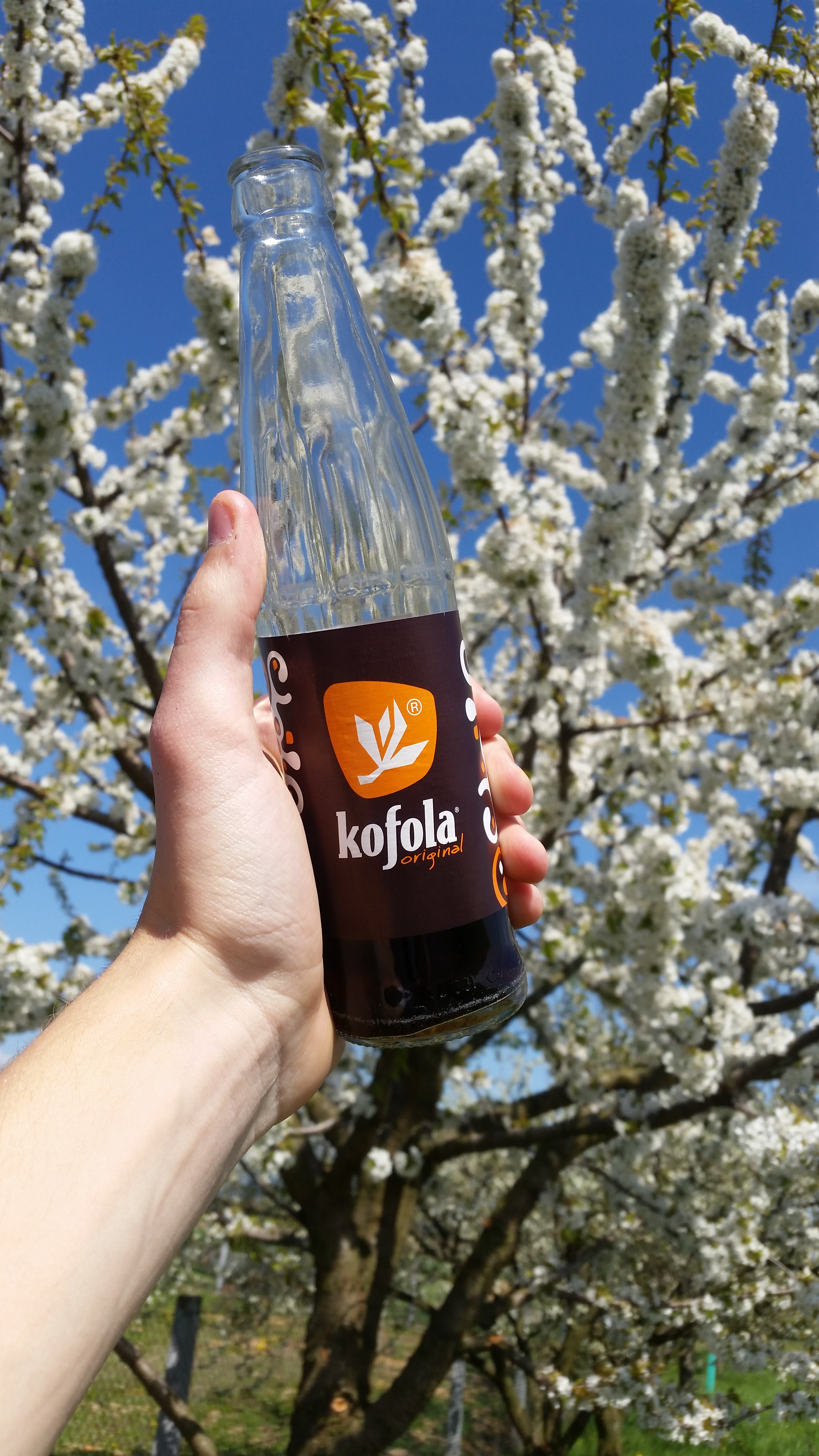
Sklenice Kofoly

V roce 2002 postavila společnost novou továrnu v Rajecké Lesné na Slovensku, kde stáčí pramenitou vodu Rajec. V roce 2003 se přejmenovala na Kofola, a. s.. Kromě Kofoly též vyrábí další nealkoholické nápoje (Top Topic, Jupí, Jupík, Chito, Rajec, v licenci RC Colu, Capri Sun), které vyváží do Polska a Maďarska – v těchto státech je úspěšný především Jupí a Jupík. Společnost vlastní také závod v polském Kutně, kde se vyrábí především džusy Jupí a je to jedna z největších českých investic v Polsku.[zdroj?]
Od roku 1998 se Kofola dodává i v 0,5 a 2litrových PET lahvích (navíc k 0,33litrovým skleněným lahvím). Čtvrtlitrové plechovky byly zavedeny v roce 2003, litrové PET lahve v prosinci 2004. 
V roce 2002 spustil výrobce mediální kampaň, založenou na sloganu: „Když ji miluješ, není co řešit. / Keď ju miluješ, nie je čo riešiť. / When you love her nothing else matters.“ Do roku 2000 zobrazovalo logo Kofoly kávové zrno. Nyní připomíná lístek lékořice.
V roce 2007 dosáhly tržby hodnoty 4,4 miliardy korun, v březnu téhož roku ohlásila Kofola sloučení s polským výrobcem sycených nápojů Hoop. V roce 2009 se změnilo jméno společnosti Kofola – Hoop S.A. na Kofola S.A. Rozšíření výrobních a skladovacích prostor v Rajecké Lesné na Slovensku. V dubnu roku 2009 Kofola S.A. odkoupila společnost PINELLI a od té doby vyrábí energetický nápoj Semtex. V prosinci 2014 koupila Kofola slovinskou továrnu na minerálky Radenska.
V květnu 2015 uvedla firma novou reklamní kampaň s animovaným šišlajícím psem. V prosinci 2015 vstoupila Kofola na pražskou burzu. Investorům nabídla 6,7 procenta akcií (1,5 milionu kusů). Úpisová cena byla stanovena na 510 korun za akcii.
V roce 2019 se Kofola po 12 letech stáhla z polského trhu, když prodala výrobce nápojů Hoop firmě Ustronianka. Ponechala si v Polsku pouze firmu Premium Rosa, která vyrábí rostlinné a bylinné produkty. Kofole se v Polsku nedařilo dosáhnout zisku a prodej trh ohodnotili pozitivně zvýšením hodnoty akcií. Většinovým majitelem Kofoly zůstala společnost Aetos patřící rodině Samarasových a ostatním zakladatelům Kofoly, jejichž akcionáři jsou René Musila a Tomáš Jendřejek.
V roce 2021 byla Kofola jedním z nejvýznamnějších výrobců nealkoholických nápojů ve střední Evropě, měla 11 výrobních závodů na pěti evropských trzích. K výrobkům firmy Kofola vedle stejnojmenného nápoje patřily nápoje značek Rajec, Korunní, Ondrášovka, Kláštorná Kalcia, Jupí, Vinea nebo Semtex. Kofola má téměř 2000 zaměstnanců.

## Prodej

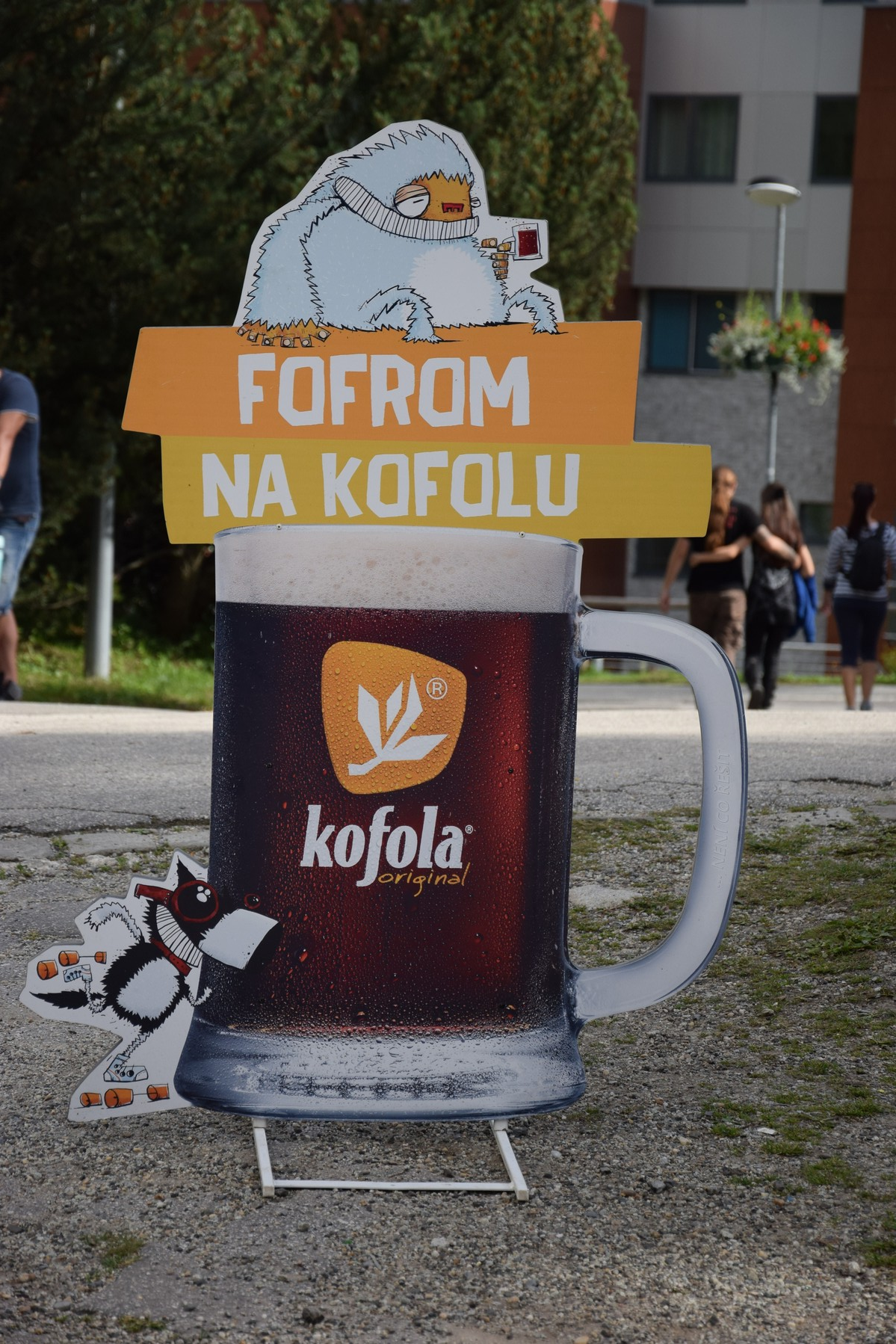
Reklamní poutač na Kofolu (2016)

Podle webových stránek výrobce se produkce zvyšovala především ve 2. polovině 60. a na počátku 70. let, kdy byla Kofola protipólem „kapitalistické“ Coca-Coly. Roční produkce v letech 1970 / 1972 byla 179,4 miliónů litrů. Po roce 1989 zaznamenala Kofola ústup ze scény poté, co trh zaplavila Coca-Cola a Pepsi. V roce 1996 byla produkce na historickém minimu 26 milionů litrů. Po roce 2000 začala produkce stoupat. V roce 2007 byl finanční obrat firmy Kofola 4,5 miliardy Kč.
Ke konci roku 2018 skupina Kofola působila v Česku, na Slovensku, v Polsku, ve Slovinsku, v Chorvatsku, v Rusku, v Rakousku a v Maďarsku.

### Slovensko
Na Slovensku je Kofola největším konkurentem Coca-Coly a Pepsi. V roce 2003 se na slovenském trhu prodalo 14,28 milionu litrů Kofoly, v roce 2004 dosáhl prodej hodnoty 19,44 milionu litrů. Podle průzkumu z roku 2004 si 17 % slovenských konzumentů kolových nealkoholických nápojů kupuje nejčastěji Kofolu v porovnání se 14 %, která upřednostňují Coca-Colu. Tržní podíl Kofoly se za poslední tři roky zdvojnásobil (4,6 % v roce 2002, 9,4 % v roce 2004). Kofola obsadila třetí místo na slovenském trhu, za Coca-Colou (11,5 % v roku 2004) a Walmarkem (9,6 %), čímž předběhla Pepsi (5,5 %).[zdroj⁠?!]

### Polsko
Kofola SA je dceřiná společnost založená v Polsku, zabývající se odvětvím nealkoholických nápojů. Tato společnost je výrobcem a distributorem sycených a nesycených nápojů, minerálních vod, džusů, ovocných nápojů, dětských nápojů a energetických nápojů.
Produktové portfolio společnosti se skládá z několika značek, včetně kolových nápojů pod značkou Hoop Cola, minerálních vod Artic Classic a Woda Grodziska, sirupy Paola, Jarmark Polski, Jupi, Jupík a mezi ostatními také ledové čaje jako Pickwick Ice Tea a Happy Frutti.
V roce 2013 Kofola Group, i navzdory vysokým cenám komodit a slabší poptávce zvýšila roční obrat z 1 013 mil. PLN na 1 016 milionů PLN. Společnosti se také podařilo zvýšit provozní zisk (EBIT) o 1,6 %, kromě toho zvýšila svůj podíl na trhu v různých segmentech a tím snížila úroveň zadlužení. Kofola SA také oznamuje, že v roce 2014 zaměří [zdroj?]svou činnost kromě výběrových restaurací i na rostoucí trh se zdravými nápoji.
Kofole SA Group byl udělen titul „Perla polského hospodářství“ v kategorii Velké perly 11. ročníku organizovaného redakcí ekonomického magazínu Polish Market ve spolupráci s ústavem PAN (ekonomické akademie).

## Výroba a složení

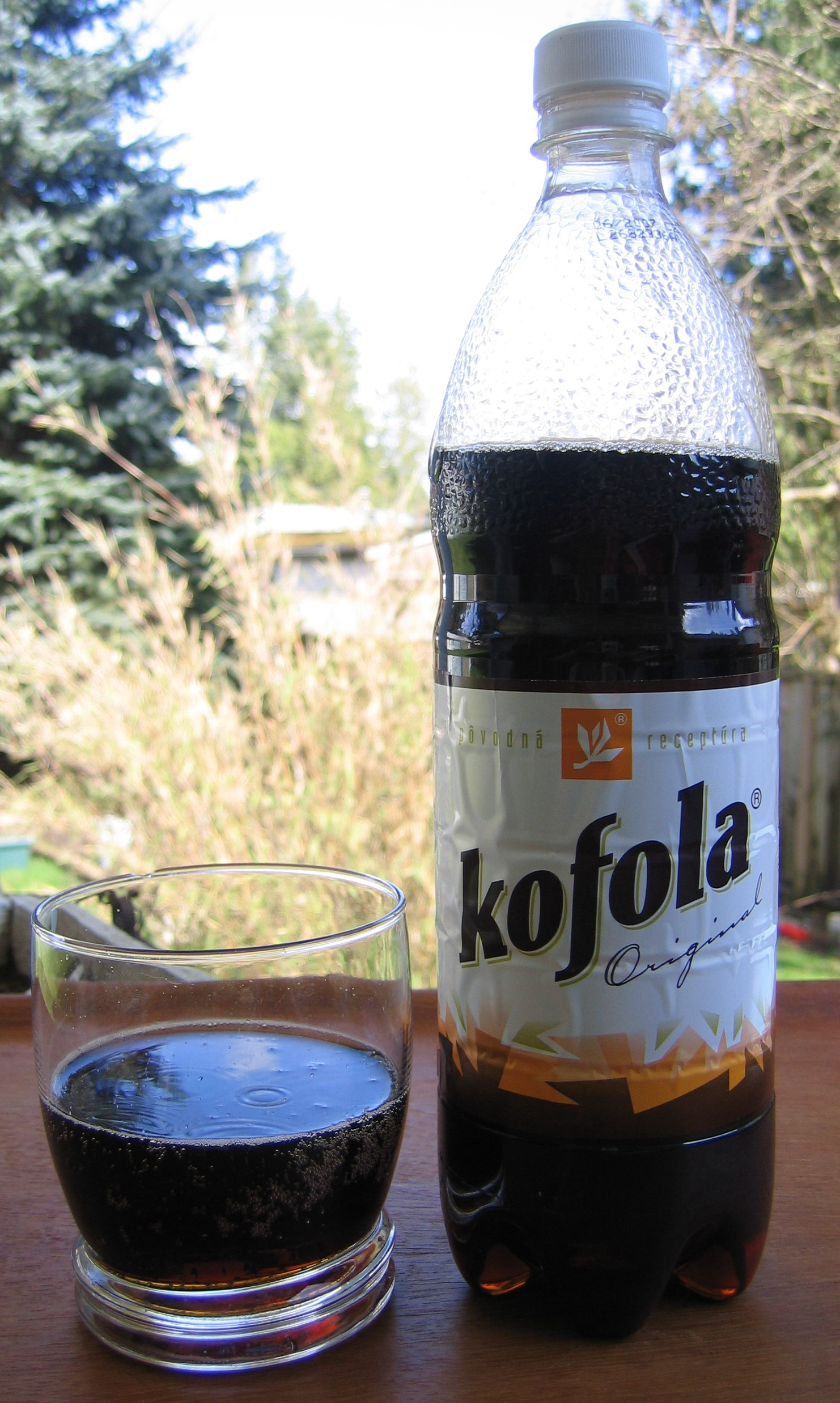
Kofola v plastové láhvi 1,5 l

### Sirup KOFO
Základem Kofoly je polotovar sirup KOFO. Sirup se mísí vždy na celou sezónu, proto může mít Kofola meziročně jemné odchylky v chuti podle charakteru sezónního počasí a dozrávání ovoce. Tajný sirup KOFO se skládá ze 14 bylinných a ovocných látek (jako jsou výtažky z jablek, třešní a rybízu, nebo rostlinného oleje). Jeho přesné složení zná jen šest lidí. Podle jednoho zdroje je údajně složení sirupu následující: cukr rafinovaný, jablečná a rybízová šťáva, extrakt z lékořice a maliníku, světlý a tmavý karamel, silice z anýzu, kardamomu, pomeranče a skořice.
Složení Kofoly v roce 2019: voda, sirup KOFO (ovocný sirup, cukr, glukozo-fruktozový sirup, E150-karamel), chlorid sodný, esence pro KOFO, aroma, bylinný extrakt, přírodní aroma, lékořicový extrakt a kofein.

## Kofola s příchutěmi

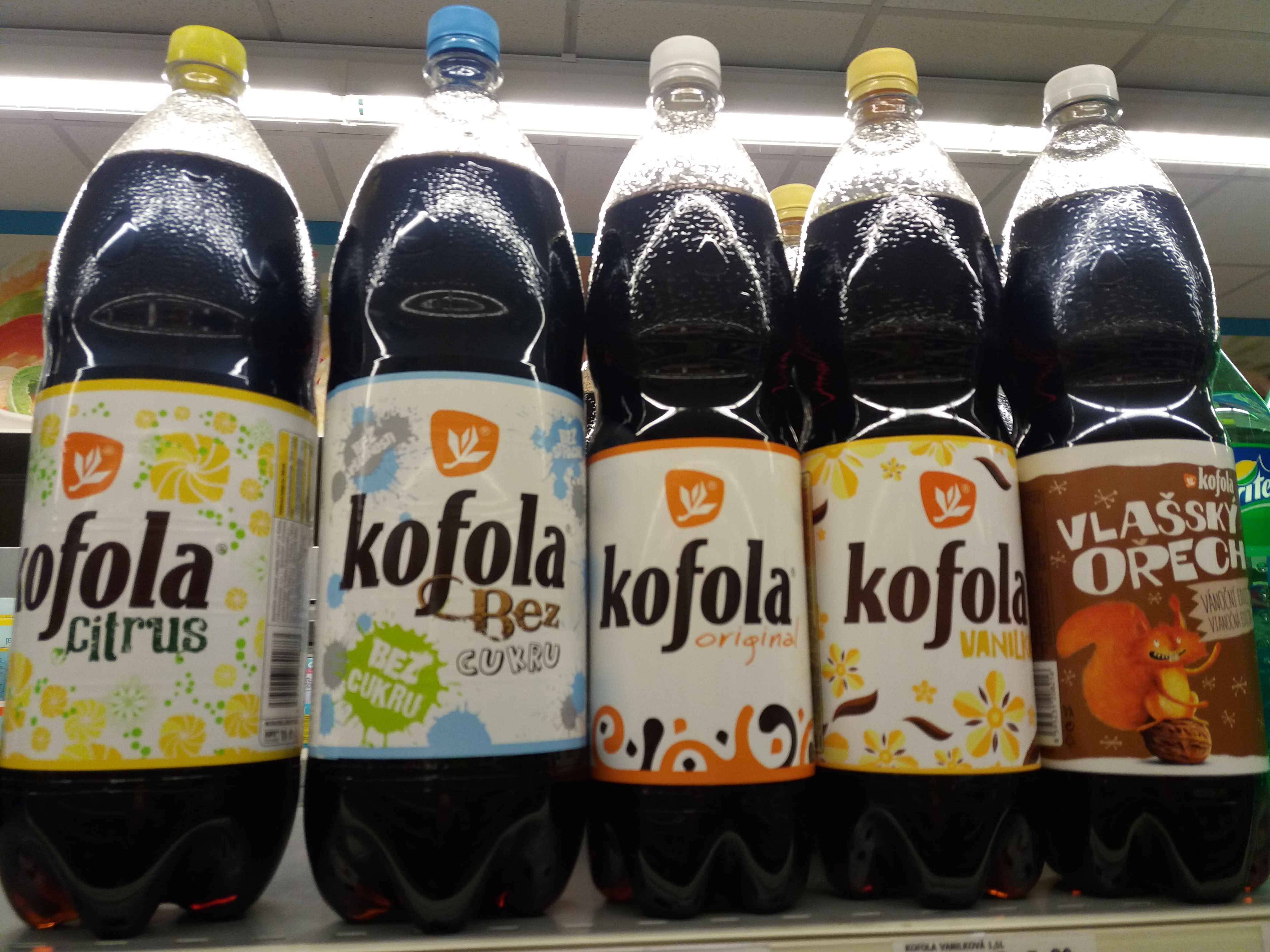
Kofola – citrus, bez cukru, original, vanilka a vlašský ořech

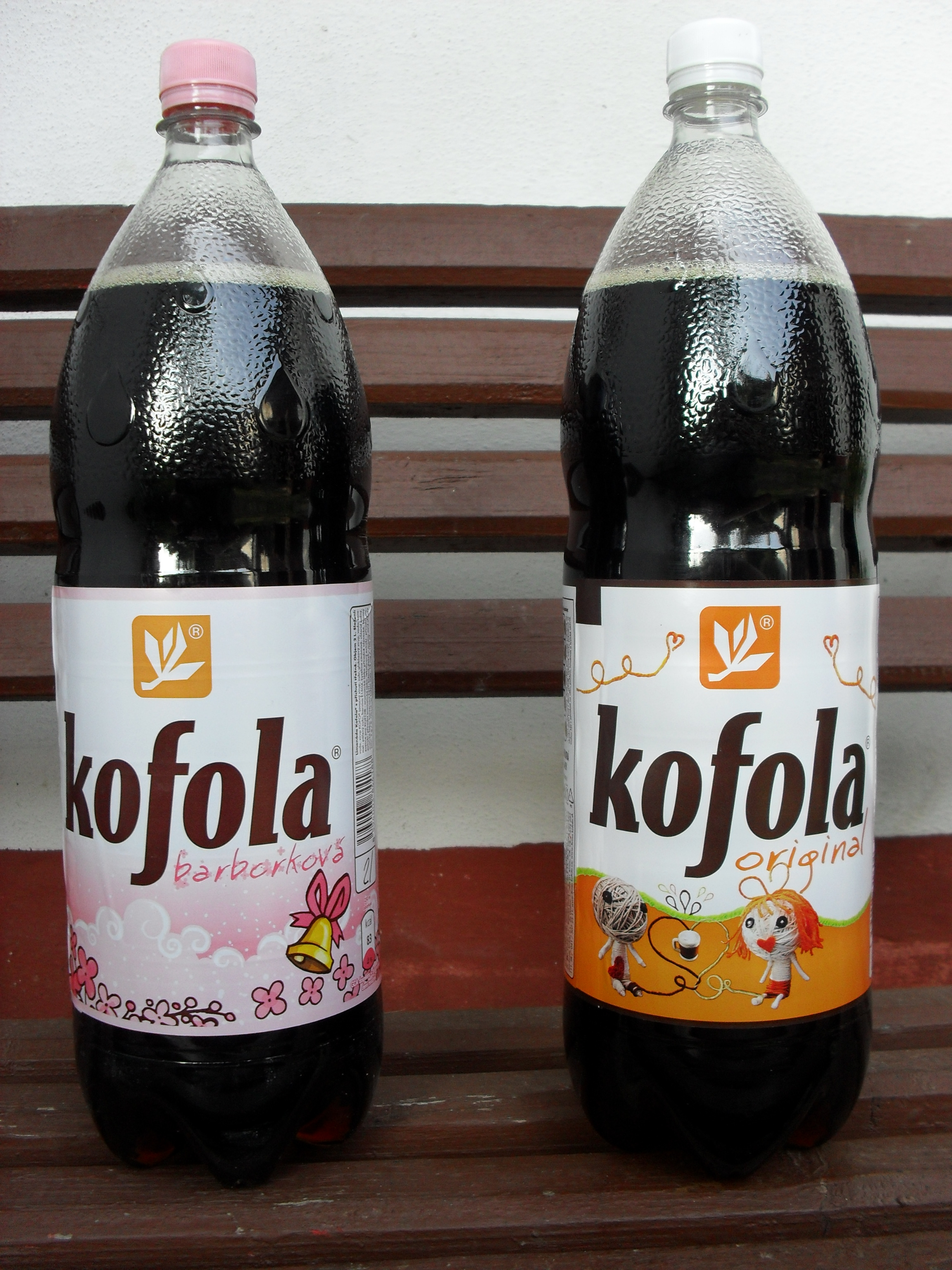
Kofola Barborková a Original

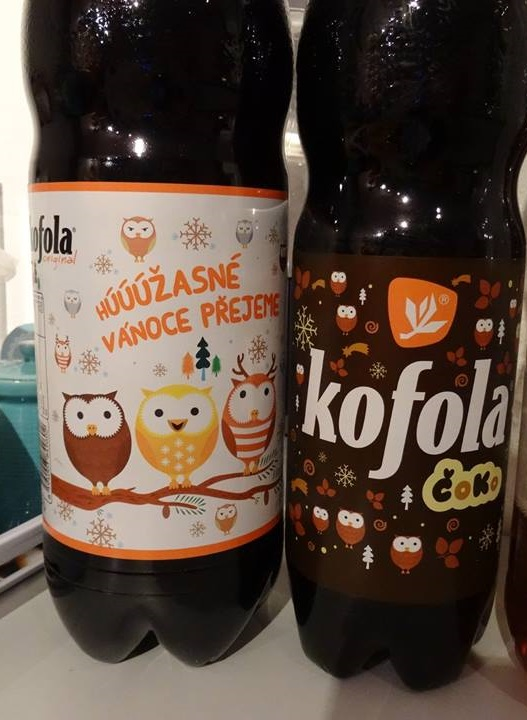
Kofola Original a Čokoládová

V roce 2004 byla poprvé vydána speciální příchuť Kofola, s citronovou příchutí. Od roku 2007 je (s výjimkou v roce 2010) pravidelně každý rok vydáváno až několik nových příchutí, většinou jde však o limitované edice, popř. vánoční limitované edice.
| Rok  | Nové příchutě                                            | Nové příchutě                  | Nové příchutě (vánočních) limitovaných edicí | Nové příchutě (vánočních) limitovaných edicí |
| Rok  | Název                                                    | Příchuť                        | Název                                        | Příchuť                                      |
| ---- | -------------------------------------------------------- | ------------------------------ | -------------------------------------------- | -------------------------------------------- |
| 2004 | Kofola Citrus                                            | citron                         | -                                            | -                                            |
| 2007 | -                                                        | -                              | Kofola Skořicová                             | skořice                                      |
| 2008 | Kofola Bez cukru                                         | Kofola neobsahující žádný cukr | Kofola Barborková                            | třešeň                                       |
| 2009 | -                                                        | -                              | Kofola Hvězdičková                           | granátové jablko a vanilka                   |
| 2011 | Kofola Višňová                                           | višeň                          | -                                            | -                                            |
| 2011 | Kofola Extra Bylinková (podle receptury Jaroslava Knapa) | hořec, pampeliška a máta       | -                                            | -                                            |
| 2012 | Kofola Festivalová                                       | guave                          | Kofola Vanilková                             | vanilka                                      |
| 2012 | Kofola s Guaranou (ergonomicky tvarovaná láhev 1 l)      | guarana                        | Kofola Vanilková                             | vanilka                                      |
| 2013 | Kofola Vanilková                                         | vanilka                        | -                                            | -                                            |
| 2014 | -                                                        | -                              | Kofola Skořicová (znovuvydání)               | skořice                                      |
| 2014 | -                                                        | -                              | Kofola Marcipánová                           | mandle                                       |
| 2014 | -                                                        | -                              | Kofola Perníková                             | perník                                       |
| 2015 | Kofola Meruňková                                         | meruňka                        | Kofola Čokoládová                            | čokoláda                                     |
| 2015 | Kofola Meloun                                            | meloun                         | Kofola Čokoládová                            | čokoláda                                     |
| 2016 | -                                                        | -                              | Kofola Kokos                                 | kokos                                        |
| 2016 | -                                                        | -                              | Kofola Vlašský ořech                         | vlašský ořech                                |
| 2017 | Kofola Malina                                            | malina                         | Kofola Švestka se skořicí                    | švestka a skořice                            |
| 2017 | Kofola Černý rybíz                                       | černý rybíz                    | Kofola Hruška se skořicí                     | hruška a skořice                             |
| 2018 | Kofola Ostružina                                         | ostružina                      | Kofola Mandarinka                            | mandarinka                                   |
| 2018 | Kofola Ananas                                            | ananas                         | Kofola Mandarinka                            | mandarinka                                   |
| 2018 | Kofola Grep                                              | grapefruit                     | Kofola Mandarinka                            | mandarinka                                   |
| 2019 | Kofola Angrešt                                           | angrešt                        | Kofola Vánoční koření                        | hřebíček a skořice                           |
| 2019 | Kofola Angrešt                                           | angrešt                        | Kofola Jablko se skořicí                     | jablko a skořice                             |
| 2020 | Kofola Máta                                              | máta                           | Kofola Med                                   | med                                          |
| 2020 | Kofola Máta                                              | máta                           | Kofola Kokos (znovuvydání)                   | kokos                                        |
| 2021 | Kofola Černý rybíz Lehká                                 | černý rybíz                    | Kofola Karamel                               | karamel                                      |
| 2021 | Kofola Černý rybíz Lehká                                 | černý rybíz                    | Kofola Jablko se skořicí (znovuvydání)       | jablko a skořice                             |
| 2022 | Kofola Jahoda                                            | jahoda                         | Kofola Linecké cukroví                       | linecké cukroví                              |
| 2022 | Kofola Jahoda                                            | jahoda                         | Kofola Vanilkový rohlíček                    | vanilkové rohlíčky                           |
| 2023 |                                                          |                                | Kofola Rumová                                | rum                                          |
| 2023 | Kofola Vanilkový rohlíček (znovuvydání)                  | vanilkové rohlíčky             |                                              |                                              |
| 2024 |                                                          |                                | Kofola Marlenka                              | marlenka                                     |
| 2024 | Kofola Jablko se skořicí (znovuvydání)                   | jablko a skořice               |                                              |                                              |

## Míchané nápoje s Kofolou
Kofola se používá i do alkoholických míchaných nápojů. Typickým míchaným nápojem je například Kofola s tuzemským rumem nazývaná „Čeko libre", Další možností je varianta nazývaná „houba“ či „bambus“ – vína s kolou, v tomto případě s Kofolou.

## Propagace
V Česku a na Slovensku se jako psí herec v reklamách na Kofolu proslavil pejsek Tuna (zde přezdívaný jako Štefan, či „Ftefan“). Tyto reklamy byly vysílány v televizi od května 2015 do srpna 2016. Celkem bylo natočeno 20 různých reklam v délce od 15 do 24 sekund. Mezi veřejností je rovněž známý vánoční reklamní spot s prasátkem, ve kterém účinkují Sandra Flemrová a Josef Polášek.